# Sturm in den Weiden
Sturm in den Weiden (Originaltitel: The Wind in the Willows) ist eine britische Abenteuerkomödie des Monty-Python-Mitglieds Terry Jones aus dem Jahr 1996. Sie ist eine freie Bearbeitung des  Kinderbuchklassikers Der Wind in den Weiden von Kenneth Grahame.

## Handlung
Der Maulwurf Mole wird eines Tages von den Wieseln aus seinem Heim vertrieben, als diese auf gemeinste Art seine Wiese umpflügen. Bei Wasserratte Ratty findet er Zuflucht. Bevor es zu spät ist, wollen sie die Kröte Mr. Toad, den reichen Besitzer der Gegend, warnen. Sie kommen nicht rechtzeitig: Die Wiesel haben in Mr. Toad die Leidenschaft für teure Sportautos geweckt und ihn in einen Schuldenberg getrieben. Die drei Opfer erkennen, dass sie bald heimatlos sein werden.

## Hintergrund
Der Film wurde von Allied Filmmakers produziert und nahm am Eröffnungswochenende am 31. Oktober 1997 in den USA 72.844 US-Dollar ein.

## Soundtrack
- Messing About On The River
  - Musik: Tony Hatch
  - Text: Terry Jones
  - Gesang: Eric Idle
- Secret Of Survival
  - Musik: John Du Prez
  - Text: Terry Jones
  - Gesang: Antony Sher, Robert Bathurst, Richard James, Keith-Lee Castle, Graham McTavish
- Mr. Toad
  - Musik: John Du Prez
  - Text: Terry Jones
  - Gesang: Terry Jones
- Friends Is What We Is
  - Musik: John Du Prez
  - Text: Terry Jones
  - Gesang: Terry Jones, Nicol Williamson, Steve Coogan, Eric Idle
- Miracle Of Friends
  - Musik: Dave Howman, André Jacquemin
  - Text: Terry Jones
  - Gesang: Rick Driscoll